# Hypopachus
Hypopachus là một chi động vật lưỡng cư trong họ Nhái bầu, thuộc bộ Anura. Chi này có 2 loài và 50% bị đe dọa hoặc tuyệt chủng.

## Hình ảnh

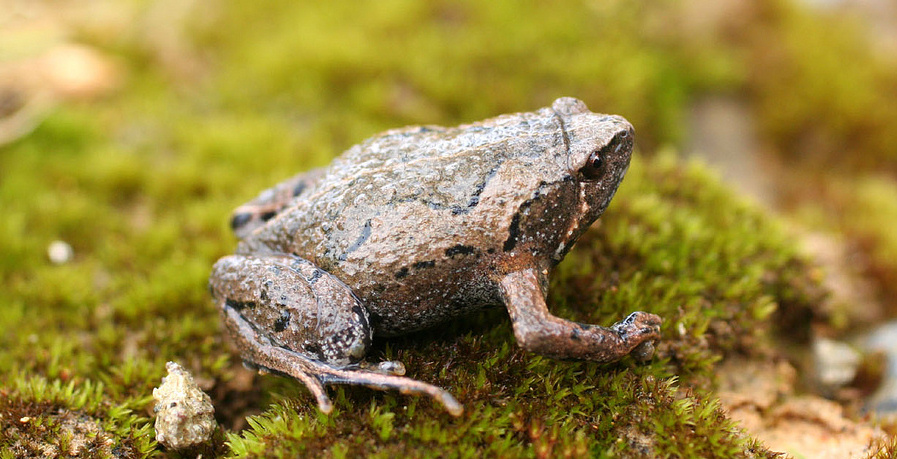

## Loài
- Hypopachus barberi Schmidt, 1939 – Barber's sheep frog
- Hypopachus variolosus (Cope, 1866) – sheep frog